# Príncipe Koreyasu
Príncipe Koreyasu (惟康親王, , 26 de maio de 1264 - 25 de novembro de 1326) foi o sétimo Shōgun do Shogunato Kamakura da História do Japão . Seu governo foi controlado por Shikken (regentes) do Clã Hōjō.
Príncipe Koreyasu era filho do príncipe Munetaka que foi o sexto shogun .
- 1266 : Koreyasu foi instalado como o Shōgun com a idade de dois anos quando seu pai foi deposto [2].
- 1287 : O Shōgun foi nomeado para os cargos de Chūnagon e Udaijin na hierarquia da corte imperial [3].
- 1289 : A revolta liderada por Hōjō Sadatoki ( Sagami-no-Kami ) fez Koreyasu fugir para Kyoto[4].

Aos 25 anos, depois de deposto tornou-se o um monge budista. Seu nome sacerdotal foi Ono-no Miya . 